# Jamais tant de gens n'ont dû autant à si peu
« Jamais tant de gens n'ont dû autant à si peu » (« Never was so much owed by so many to so few ») est une expression prononcée en temps de guerre, le 20 août 1940, par Winston Churchill, alors Premier ministre britannique. 
L'expression complète, « Never in the field of human conflict was so much owed by so many to so few » (« Jamais dans l'histoire des conflits tant de gens n'ont dû autant à si peu ») se réfère aux efforts des pilotes de la Royal Air Force qui affrontaient au même moment la Luftwaffe dans le cadre de la bataille d'Angleterre, bataille aérienne vitale alors que le Royaume-Uni redoutait une invasion allemande.
Le discours se réfère également à la campagne de bombardements aériens par le Royal Air Force Bomber Command, bien qu'il soit généralement considéré comme se référant seulement au Fighter Command.
Avec la bataille d'Angleterre remportée quelques mois plus tard et l'ajournement des projets d'invasion allemands, les aviateurs alliés engagés dans la bataille ont été surnommés « The Few ».